# 桑德伯格 (加利福尼亞州)
桑德伯格（英語：Sandberg）是位於美國加利福尼亞州洛杉磯縣的一個非建制地區。該地的面積和人口皆未知。

## 地理
桑德伯格的座標為34°44′19″N 118°42′20″W / 34.73861°N 118.70556°W，而該地的平均海拔高度為1269米（即4163英尺）。